# Miltinus commoni
Miltinus commoni är en tvåvingeart som beskrevs av Paramonov 1950. Miltinus commoni ingår i släktet Miltinus och familjen Mydidae. Inga underarter finns listade i Catalogue of Life.